# 2,3-Dichlor-1,3-butadien
2,3-Dichlor-1,3-butadien ist eine chemische Verbindung aus der Gruppe der aliphatischen Halogenkohlenwasserstoffe.

## Gewinnung und Darstellung
2,3-Dichlor-1,3-butadien kann durch Reaktion von Butin-1,4-diol mit Phosgen und anschließender Isomerisierung des Zwischenprodukts 1,4-Dichlor-1-butin in Gegenwart von Kupfer(I)-chlorid und Aminen gewonnen werden. Die Dehydrochlorierung sowohl von 2,3,4-Trichlor-1-buten als auch von 1,2,3,4-Tetrachlorbutan mit Natriumhydroxidlösung hat industrielle Bedeutung erlangt.

## Eigenschaften
2,3-Dichlor-1,3-butadien ist eine leicht entzündbare, leicht flüchtige, farblose bis gelbliche Flüssigkeit.

## Verwendung
2,3-Dichlor-1,3-butadien ist ein wichtiges Monomer für spezielle Polychloropren-Typen, bei denen die Kristallisationsneigung reduziert wurde. Es kann auch zur Synthese von 2,3-Diaryl-1,3-butadienen verwendet werden.

## Sicherheitshinweise
Die Dämpfe von 2,3-Dichlor-1,3-butadien können mit Luft ein explosionsfähiges Gemisch (Flammpunkt 13 °C, Zündtemperatur 420 °C) bilden.